# Luís Ribeiro
Luís Carlos Gaspar dos Santos Ribeiro, noto semplicemente come Luís Ribeiro (Lisbona, 19 aprile 1992), è un calciatore portoghese, portiere dell'Atlético CP.

## Palmarès

### Club

#### Competizioni nazionali
- Liga 3: 1

Alverca: 2023-2024